# Стефен Ебас
Стефен Ентоні Ебас (англ. Stephen Anthony Abas; нар. 12 січня 1978, Санта-Ана, Каліфорнія) — американський борець вільного стилю, чемпіон Панамериканських ігор, триразовий володар Кубків світу, срібний призер Олімпійських ігор.

## Біографія
Боротьбою почав займатися з 1984 року. Був бронзовим призером чемпіонату світу 1994 року серед кадетів. Чемпіон світу 1998 року серед юніорів.
Виступав за борцівський клуб «Sunkist Kids» зі Скоттсдейла — передмістя Фінікса. Тренувався під керівництвом Денніса Деліддо.
На літніх Олімпійських іграх 2004 року в Афінах дійшов до фіналу, де поступився борцю з Росії Мавлету Батирову з рахунком 9-1.
У 2010—2011 роказх провів три поєдинки у мішаних єдиноборствах. У всіх здобув перемоги.

## Спортивні результати на міжнародних змаганнях

### Виступи на Олімпіадах
| Змагання                    | Збірна | Вагова категорія          | Місце  |
| --------------------------- | ------ | ------------------------- | ------ |
| Літні Олімпійські ігри 2004 | США    | вільна боротьба, до 55 кг | Срібло |

### Виступи на Чемпіонатах світу
| Змагання                        | Збірна | Вагова категорія          | Місце |
| ------------------------------- | ------ | ------------------------- | ----- |
| Чемпіонат світу з боротьби 2001 | США    | вільна боротьба, до 54 кг | 16    |
| Чемпіонат світу з боротьби 2003 | США    | вільна боротьба, до 55 кг | 5     |

### Виступи на Панамериканських іграх
| Змагання                  | Збірна | Вагова категорія          | Місце  |
| ------------------------- | ------ | ------------------------- | ------ |
| Панамериканські ігри 2003 | США    | вільна боротьба, до 55 кг | Золото |

### Виступи на Кубках світу
| Змагання                    | Збірна | Вагова категорія          | Місце  |
| --------------------------- | ------ | ------------------------- | ------ |
| Кубок світу з боротьби 2001 | США    | вільна боротьба, до 54 кг | 4      |
| Кубок світу з боротьби 2002 | США    | вільна боротьба, до 55 кг | Золото |
| Кубок світу з боротьби 2003 | США    | вільна боротьба, до 55 кг | Золото |
| Кубок світу з боротьби 2005 | США    | вільна боротьба, до 55 кг | Золото |

### Виступи на інших змаганнях
| Змагання                                        | Збірна | Вагова категорія          | Місце  |
| ----------------------------------------------- | ------ | ------------------------- | ------ |
| Чемпіонат світу з боротьби серед студентів 2000 | США    | вільна боротьба, до 58 кг | 4      |
| Міжнародний меморіал Дейва Шульца 2000          | США    | вільна боротьба, до 54 кг | Золото |
| Міжнародний меморіал Дейва Шульца 2004          | США    | вільна боротьба, до 55 кг | Золото |
| Міжнародний меморіал Дейва Шульца 2008          | США    | вільна боротьба, до 55 кг | Бронза |
| Henri Deglane Challenge 2015                    | США    | вільна боротьба, до 57 кг | 5      |

### Виступи на змаганнях молодших вікових груп
| Змагання                                      | Збірна | Вагова категорія          | Місце  |
| --------------------------------------------- | ------ | ------------------------- | ------ |
| Чемпіонат світу з боротьби серед кадетів 1994 | США    | вільна боротьба, до 51 кг | Бронза |
| Чемпіонат світу з боротьби серед юніорів 1996 | США    | вільна боротьба, до 54 кг | 6      |
| Чемпіонат світу з боротьби серед юніорів 1997 | США    | вільна боротьба, до 56 кг | 5      |
| Чемпіонат світу з боротьби серед юніорів 1998 | США    | вільна боротьба, до 56 кг | Золото |